# Тиунов, Алексей Владимирович
Алексей Владимирович Тиунов (род. 18 мая 1962, Москва) — российский учёный, эколог, зоолог, заместитель директора по научной работе Института проблем экологии и эволюции им. А. Н. Северцова РАН (ИПЭЭ РАН), заведующий лабораторией почвенной зоологии и общей энтомологии ИПЭЭ РАН, член-корреспондент РАН (2019), заместитель председателя диссертационного совета Д 002.213.01 ИПЭЭ РАН (с 2014 года).

## Биография
В 1983 году окончил биологический факультет МГУ.
И начал работать в Институте проблем экологии и эволюции им. А. Н. Северцова РАН (ИПЭЭ РАН): научный сотрудник (с 1984), ведущий научный сотрудник (с 1997), заведующий лабораторией почвенной зоологии и общей энтомологии (с 2014), заместитель директора по научной работе (с 2016).
В 1993 году защитил диссертацию на соискание учёной степени кандидата биологических наук «Оценка участия дождевых червей в трансформации органического вещества в дерново-подзолистой почве» по специальности 03.00.16 — экология.
В 2007 году защитил диссертацию на соискание учёной степени доктора биологических наук «Метабиоз в почвенной системе: влияние дождевых червей на структуру и функционирование почвенной биоты» по специальности 00.03.16 — экология.
В 2017 году работал приглашенным профессором института экологии и биоэтики в университете кардинала Стефана Вышиньского в Варшаве
22 декабря 2019 года избран членом-корреспондентом РАН по Отделению биологических наук.
Продолжает и развивает основанные академиком М. С. Гиляровым и профессором Б. Р. Стригановой направления исследований в лаборатории почвенной зоологии и общей энтомологии ИПЭЭ РАН.
В феврале 2022 года подписал открытое письмо российских учёных и научных журналистов с осуждением вторжения России на Украину и призывом вывести российские войска с украинской территории.
Работает в области функциональной экологии и экологии сообществ: функциональной структуры почвенного населения, структуры детритных пищевых сетей, зоо-микробиальных отношений, поведения и социальной структуры почвенных беспозвоночных.

## Научная и организационная работа
Главные направления научной деятельности:
- Функциональная экология почвенных сообществ.
- Трофические связи и поток энергии в детритовых пищевых сетях.
- Биология почвенных организмов в умеренных и тропических лесах.
- Инженерная деятельность почвенных животных.
- Динамика органического вещества почвы.
- Использование стабильных изотопов в экологических исследованиях.

Основал и руководит направлением исследований «Использование методов изотопного анализа в области общей и прикладной экологии, почвоведения, физиологии человека и животных» в центре коллективного пользования ИПЭЭ РАН «Инструментальные методы в экологии».
Полученные группой А. В. Тиунова результаты исследований:
- Впервые проведена количественная оценка напряженности трофических связей почвенных беспозвоночных и микоризных грибов в почве бореального леса.
- Установлена структура трофических ниш почвенных животных (в том числе представителей микорофауны — нематод и простейших) в лесных экосистемах разных климатических зон.
- Впервые подробно исследованы состав и функциональная структура населения глубоких горизонтов разных типов почв Русской равнины.
- На примере почвообитающих коллембол впервые продемонстрирована связь между таксономической и функциональной структурой биотических сообществ и подтверждена концепция экологического единства надвидовых таксонов.

Под его руководством защищены 7 кандидатских диссертаций. Курировал более 10 магистрантов на биологическом факультете МГУ.

## Публикации
Автор более 200 научных работ.
На сайте ResearchGate: Alexei Tiunov

## Членство в организациях
- Куратор биостанции Биогеоценологическая станция ИПЭЭ РАН «Малинки»
- С 2009 под руководством А. В. Тиунова проводятся регулярные Полевые школы по почвенной зоологии и экологии для молодых ученых.
- Председатель оргкомитета XVIII Всероссийского совещания по почвенной зоологии (Проблемы почвенной зоологии). Москва, 22-26 октября 2018 г.

Участие в редколлегии научных журналов:
- Pedobiologia[9] (c 2002)
- Экология (Russian Journal of Ecology)[10] ( c 2015)
- Russian Journal of Ecosystem Ecology[11](c 2016).